# 伏目温泉
伏目温泉（ふしめおんせん）は、鹿児島県指宿市山川福元（旧国薩摩国）にある温泉。山川温泉（やまがわおんせん）とも呼ばれる。

## 泉質
- 湧出温度100℃前後の塩化物泉。周辺にある指宿温泉などの温泉地と比較して塩分濃度が高い。

## 温泉地
伏目海岸と呼ばれる海岸付近に指宿市営（旧山川町営）山川砂むし保養施設（山川天然砂むし温泉）があり、他にヘルシーランドと呼ばれる公衆浴場や老人福祉施設がある。内陸部の温泉は農業などに利用されており、豊富な地熱を利用した山川発電所がある。
なお砂むし温泉は、施設近くののり面崩落の影響により、2021年11月23日から臨時休館中で、2024年4月の再開を目指し復旧工事中。

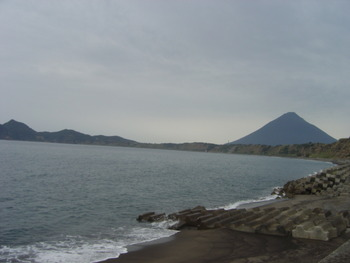
開聞岳を海岸線より
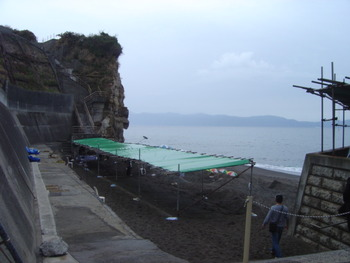
奥が鹿児島市内方向となる
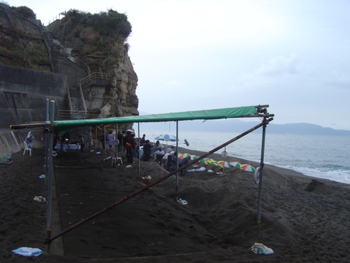
平日だが人は多い
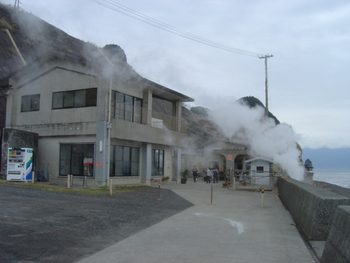
保養所入り口にて代金を払い温泉へ
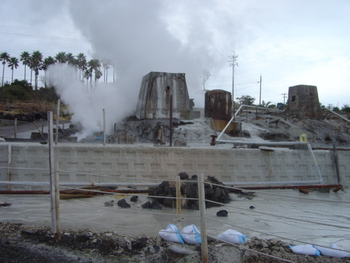
温泉上部には地熱発電所の区画も在り水蒸気が上がるのを観察できる
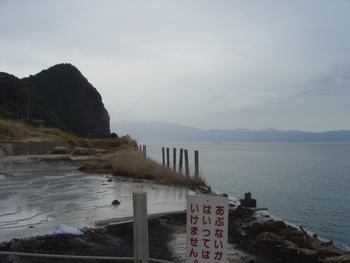
地熱、水蒸気は高温で危険なため立ち入り禁止区域も

## 歴史
海岸付近に温泉や高温の噴気があることは古くから知られており、麻の加熱処理や砂むしに利用されていた。1943年（昭和18年）頃から本格的な開発が始まり、1963年（昭和38年）までに8本の井戸が掘削された。温泉は製塩に利用されていたが、1964年（昭和39年）に温泉製塩が禁止されて以降は農業や観光に利用されている。

## アクセス
- 鉄道：指宿枕崎線山川駅下車、タクシーで約15分。